# Юмор

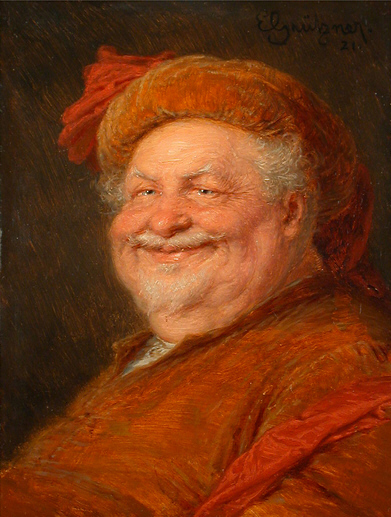
Улыбка — знак хорошего настроения

Ю́мор (с лат. — «humor» — влага) — интеллектуальная способность подмечать в явлениях их комичные, смешные стороны, зубоскальство. Чувство юмора связано с умением субъекта обнаруживать противоречия в окружающем мире.
В широком смысле — всё, что может вызвать смех, улыбку и радость.

## Этимология
В русском языке первоначально имела хождение старая форма гумор (с XVIII века) в значении «настроение», «расположение духа». М. Фасмер предполагал, что такой вариант мог быть заимствованием из нем. humor, но такая форма также могла быть заимствована из итальянского языка (например, итал. umore). Вариант юмор со значением «чувства смешного» в русский язык попал в XIX веке из английского, такая форма отражает звучание англ. humour ['hju: mɔ]. Изначальным происхождением слова является лат. humor, имевшее значение «влажность», «жидкость, сок». В средневековой медицине это латинское слово имело понятие «влажного» человека, в котором было достаточное количество телесной жидкости, что являлось признаком здоровья для тела и духа.

## История изучения
В философии и науке XVIII века противоречивость юмора рассматривалась в русле поиска логики построения юмористического образа. Так, шотландский философ Дж. Битти в эссе о смехе обозначил объект своего труда как «результат наблюдения двух или более нелогичных, несоответствующих или нелепых частей или обстоятельств, рассматривающихся как объединённые в одном сложном объекте или группе». А. Шопенгауэр в работе «Мир как воля и представление» указывал, что два несовпадающих элемента, из которых возникает смешное — это усвоенные нами понятие и реальный объект, который «мыслился в этом понятии» (но в действительности оказался отличным от него).
В теории разрядки юмор трактуется как механизм «освобождения от напряжения», как своеобразный «предохранительный клапан». Шотландский философ XIX века А. Бэн и английский социолог Г. Спенсер также рассматривали смех как разрядку. Элементы теории разрядки можно найти и в подробной интерпретации оснований юмора, предложенной З. Фрейдом. В работе «Остроумие и его отношение к бессознательному» основатель психоанализа чётко определяет различие между юмором, комизмом и остротой. З. Фрейд считал, что юмор — это средство решения психической проблемы простейшими способами, успешно опробованными индивидами в самом начале жизни. По мнению Э. Оринга, юмор зависит от восприятия «соответствующего несоответствия» («appropriate incongruity»). Его учёный понимает как нахождение связи между двумя категориями, которые с позиции здравого смысла рассматривались бы как противоречивые.
Английский социолог М. Малкэй пишет, что в юмористическом образе «правила логики, ожидания здравого смысла, научные законы и требования приличий» не являются обязательными. Он полагает, что общественная жизнь включает в себя множество противоречивых значений и смыслов, а юмор с его релятивизмом создаёт особую среду, особый «язык» для выражения этих противоречий. Тем самым юмор служит поддержанию социального порядка.

## Виды
Существуют различные формы юмора:
- шутка — это фраза или небольшой текст юмористического содержания;
- анекдот — фольклорный жанр, короткая смешная история, обычно передаваемая из уст в уста;
- пародия — произведение искусства, имеющее целью создание у читателя (зрителя, слушателя) комического эффекта за счёт намеренного повторения уникальных черт уже известного произведения в специально изменённой форме;
- каламбур — литературный приём с использованием в одном контексте разных значений одного слова или разных слов или словосочетаний, сходных по звучанию[11][12].

Особый вид юмора представляет собой чёрный юмор. Чёрный юмор — это юмор с примесью цинизма, комический эффект которого состоит в насмешках над смертью, насилием, болезнями, физическими уродствами или иными «мрачными», макабрическими темами. Чёрный юмор — обычный элемент абсурдистики в литературе и в кино (ОБЭРИУ, «Монти Пайтон», театр абсурда). Также существует туалетный юмор. Туалетный юмор, он же сортирный юмор (юмор ниже пояса) — юмор, основанный на физиологических процессах (мочеиспускание, экскременты, процесс дефекации, и другое). Наряду с текстовой формой, юмор может быть также представлен в графическом виде — карикатура, шарж и другие.

## Похожие жанры
Другие виды комического, которые отличаются от юмора, но, зачастую, отождествляются с ним.
.
.
- сатира — резкое проявление комического в искусстве, представляющее собой поэтическое унизительное обличение явлений при помощи различных комических средств (приёмов): сарказма, иронии, гиперболы, гротеска, аллегории, пародии и других;
- ирония — сатирический приём, в котором истинный смысл скрыт или противоречит (противопоставляется) явному смыслу;
- сарказм — один из видов сатирического изобличения, язвительная насмешка, высшая степень иронии, основанная не только на усиленном контрасте подразумеваемого и выражаемого, но и на немедленном намеренном обнажении подразумеваемого
- гротеск — способ художественного формообразования, а также отдельный жанр в искусстве, в котором комически или трагикомически обобщаются и заостряются жизненные отношения посредством причудливого и контрастного сочетания реального и фантастического

## Чувство юмора
Чувство юмора — это психологическая особенность человека, заключающаяся в подмечании противоречий в окружающем мире и оценке их с комической точки зрения. Отсутствие чувства юмора может выступать объектом иронии со стороны социального большинства и нарекаться фанатизмом. Чувство юмора начинает проявляться и развивается в раннем детстве под влиянием окружающей среды, анекдотов и т. п. Отсутствие предпосылок для его развития приводит к формированию прямолинейного характера, человек с таким крайним типом личности может иметь проблемы в социальной адаптации.

## Психология юмора
Психология юмора рассмотрена Зигмундом Фрейдом в работе «Остроумие и его отношение к бессознательному».
Идея о том, что чувство юмора развилось у людей под действием полового отбора как средство демонстрации интеллекта, была сформулирована и теоретически обоснована в 2000 году эволюционным психологом Джеффри Миллером в получившей широкую известность книге «The mating mind». Эволюционные психологи предполагают, что юмор является аналогом павлиньего хвоста, который служит для демонстрации самкам своих хороших генов.
Ислам выработал целый ряд правил относительно юмора.

## Смехотерапия
Смехотерапия (юморотерапия, гелототерапия) — использование юмористических техник, терапевтического юмора различными специалистами, направленное на улучшение понимания клиентом себя, своего поведения, настроения.
Метод смехотерапии создаёт при помощи юмора позитивное душевное состояние, помогает человеку увидеть и открыть для себя различные нелепости жизни и жизненных ситуаций, что нормализует самочувствие (физическое и эмоциональное), направляет к более высокому уровню разрешения проблемы, увеличивает познавательный потенциал, духовно обогащает.